# Ласло Хазаї
Ласло Хазаї (нар. 14 червня 1953, Будапешт) – угорський шахіст і шаховий тренер (Старший тренер ФІДЕ від 2011 року), міжнародний майстер від 1977 року.

## Шахова кар'єра
Від середини 1970-х до середини 1980-х років належав до широкої когорти провідних угорських шахістів. Двічі (1977, 1980) представляв свою країну на командних чемпіонатах Європи, в обох випадках вигравши у командному заліку срібні медалі. Неодноразово брав участь у фіналі чемпіонату Угорщини, тричі посівши призові місця: 1986 року - друге, а в 1979 і 1980 роках - третє.
До його успіхів на міжнародних турнірах належать: поділив 1-ше місце в Йошагарді (1976, разом з Валентином Стойкою), посів 2-ге місце в Софії (1979, позаду Яна Плахетки), посів 2-ге місце в Кечкеметі (1983, позаду Геннадія Зайчика), посів 1-ше місце в Мариборі (1985, Меморіал Васі Пірца), поділив 3-тє місце у Врнячці-Бані (1985, позаду Мілана Матуловича і Петера Лукача), посів 1-ше місце в Еспоо (1988) і поділив 1-ше місце в Гельсінках (1989, разом з Антті Пихалою).
Найвищий рейтинг Ело в кар'єрі мав станом на 1 січня 1985 року, досягнувши 2480 очок ділив 8-10-те місце серед угорських шахістів.